# Ligne de trolleybus 36 (Liège)
Ne doit pas être confondu avec Ligne de trolleybus 23 (Liège).
La ligne 36 puis ligne 23 est une ancienne ligne du trolleybus de Liège qui reliait la Cathédrale à Naniot.

## Histoire
Cette ligne de trolleybus a été précédée d'une ligne provisoire de bus qui était nommée "Haut Pré-Naniot" et qui avait été mise en service le 11 novembre 1938. La ligne de trolleybus a été ouverte en juillet 1939. En octobre 1964, on assiste au re-numérotage de la ligne qui devient la ligne 23. Le 3 janvier 1969, la ligne est remplacée par une ligne de bus.